# Gilbert de Aissailly
Gilbert de Aissailly, Gilbert de Assailly, Gilbert z Assailly (zm. 1183) – 5 wielki mistrz joannitów w latach 1163–1169/1170. Jeden z głównych orędowników wyprawy na Egipt na jesieni 1168 (poparty przez większość świeckich baronów), mającej zapobiec całkowitemu okrążeniu ziem Królestwa Jerozolimskiego przez państwa arabskie, na tle której doszło do konfliktu z templariuszami. W wyniku niepowodzenia wyprawy zrezygnował z urzędu, co doprowadziło do sporu o następstwo w łonie zakonu. Po zrzeczeniu się godności powrócił do kraju. Utonął podczas podróży z Dieppe do Anglii w 1183.
Za jego rządów doszło do wzrostu potęgi militarnej zakonu – pozyskano przynajmniej trzynaście nowych twierdz, w tym zamek Belvoir w Galilei, zakupiony i przebudowany przez Gilberta w 1168. Zapewne w Belvoir Gilbert planował stworzenie wielofunkcyjnej (militarnej, refugialnej i administracyjnej) stolicy zakonu.